# Ludovico III de Torres
Ludovico III de Torres (anche menzionato in spagnolo come Luis III de Torres; Roma, 28 ottobre 1551 – Roma, 8 luglio 1609) è stato un cardinale e arcivescovo cattolico italiano.
Arcivescovo di Monreale dal 1588 al 1609. Fu nominato cardinale della Chiesa cattolica da papa Paolo V. In alcuni documenti viene indicato come Ludovico de Torres II per distinguerlo dallo zio omonimo che lo precedette quale titolare dell'arcidiocesi di Monreale.

## Biografia

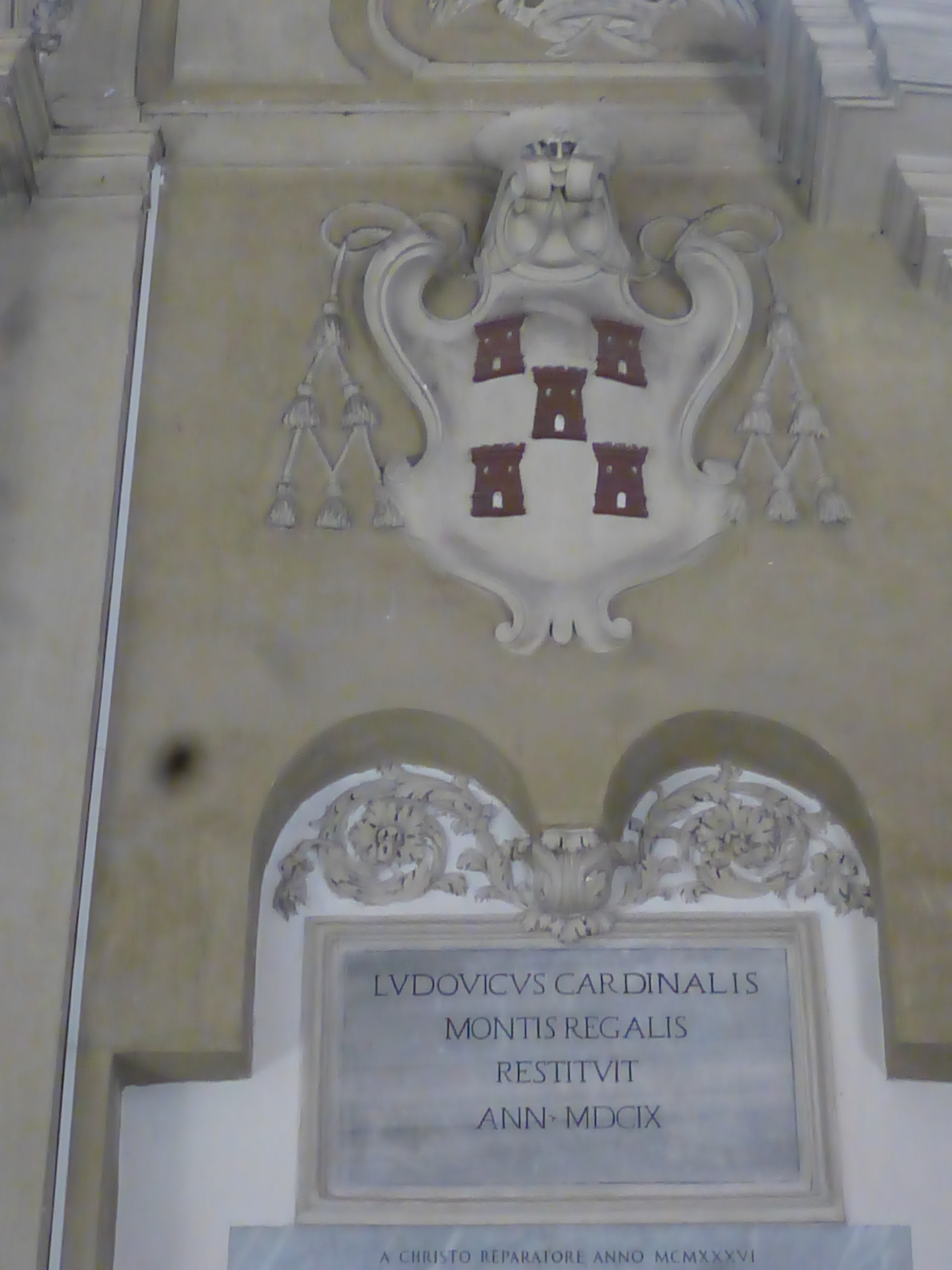
Stemma e memoria del cardinale de Torres nella Basilica di San Pancrazio a Roma

Nacque a Roma il 28 ottobre 1551, figlio primogenito di Fernando (1521-1590) e Pentesilea Sanguigni (1536-1572). Il padre apparteneva ad una famiglia aristocratica originaria di Malaga ed era giunto a Roma con i fratelli al seguito dello zio, Luis de Torres (1495-1553; Ludovico nelle fonti di lingua italiana), nominato arcivescovo di Salerno nel 1548.
Ludovico studiò a Roma con i Gesuiti e in seguito diritto canonico e civile a La Sapienza di Roma e a Perugia, addottorandosi presso l'università di Bologna.
Arcivescovo di Monreale dal 1588 fino alla morte, papa Paolo V lo elevò al rango di cardinale di San Pancrazio nel concistoro dell'11 settembre 1606, nominandolo nel 1607 cardinale protettore della Congregazione dei chierici regolari delle Scuole Pie fondate da Giuseppe Calasanzio. Il 4 luglio dello stesso anno divenne bibliotecario della Vaticana, succedendo al cardinale Cesare Baronio.
Da cardinale, fece ricostruire, insieme con la sorella Beatrice che vi era monaca, la chiesa annessa al monastero benedettino di Sant'Ambrogio alla Massima.
Morì a Roma l'8 luglio 1609 all'età di 57 anni, e fu sepolto nella basilica di San Pancrazio.

## Genealogia episcopale e successione apostolica
La genealogia episcopale è:
- Arcivescovo Filippo Archinto
- Papa Pio IV
- Cardinale Giovanni Antonio Serbelloni
- Cardinale Carlo Borromeo
- Cardinale Gabriele Paleotti
- Cardinale Ludovico de Torres

La successione apostolica è:
- Vescovo Juan Corrionero (1589)
- Vescovo Lorenzo Celsi (1591)
- Vescovo Carlo Bascapè, B. (1593)
- Vescovo Alessandro della Torre, C.R.L. (1594)
- Cardinale Giovanni Garzia Mellini (1605)
- Cardinale Guido Bentivoglio (1607)
- Vescovo Antonio Seneca (1607)
- Vescovo Vincenzo Bonincontro, O.P. (1607)
- Vescovo Francesco Manin (1607)
- Vescovo Giuseppe Piscuglio, O.F.M.Conv. (1607)

## Ascendenza
|                                       |                        |                     | Genitori |  |  | Nonni          |  |  | Bisnonni             |  |
|                                       |                        |                     |          |  |  | Juan de Torres |  |  | Ferdinando de Torres |  |
|                                       |                        |                     |          |  |  | Juan de Torres |  |  | Ferdinando de Torres |  |
|                                       |                        | …                   |          |  |  | Juan de Torres |  |  |                      |  |
| Fernando de Torres, barone di Pizzoli |                        |                     |          |  |  | Juan de Torres |  |  |                      |  |
|                                       |                        | Catalina de la Vega | …        |  |  |                |  |  |                      |  |
|                                       |                        | Catalina de la Vega | …        |  |  |                |  |  |                      |  |
|                                       |                        | Catalina de la Vega | …        |  |  |                |  |  |                      |  |
| Ludovico III de Torres                |                        | Catalina de la Vega |          |  |  |                |  |  |                      |  |
|                                       | Pietro Paolo Sanguigni | …                   |          |  |  |                |  |  |                      |  |
|                                       | Pietro Paolo Sanguigni | …                   |          |  |  |                |  |  |                      |  |
|                                       | Pietro Paolo Sanguigni | …                   |          |  |  |                |  |  |                      |  |
| Pentesilea Sanguigni                  | Pietro Paolo Sanguigni |                     |          |  |  |                |  |  |                      |  |
|                                       |                        | …                   | …        |  |  |                |  |  |                      |  |
|                                       |                        | …                   | …        |  |  |                |  |  |                      |  |
|                                       |                        | …                   | …        |  |  |                |  |  |                      |  |
|                                       |                        | …                   |          |  |  |                |  |  |                      |  |